# Porin (nagrada)
Porin je najuglednija glazbena nagrada u Republici Hrvatskoj. Ustanovljen je 1993. godine, a redovito se godišnje dodjeljuje od 1994.

## O Porinu
Idejni začetnici i pokretači nagrade su diskograf Veljko Despot, skladatelj Zrinko Tutić i novinar Dražen Vrdoljak, a utemeljitelji Hrvatsko društvo skladatelja, Hrvatska glazbena unija i Hrvatska radiotelevizija.
Nagrada bi idejno trebala predstavljati sve ono najbolje u hrvatskoj diskografskoj proizvodnji protekle godine jer objedinjuje nominirane predstavnike svih glazbenih žanrova, od zabavne glazbe, popa i rocka, pa do etna, jazza, klasične i duhovne glazbe.
Diskografska nagrada „Porin” samostalna je strukovna nagrada. Biračko tijelo čine profesionalni glazbenici, skladatelji, glazbeni urednici, glazbeni producenti, aranžeri, ton–majstori, glazbeni pisci i kritičari tj. svi oni kojima su strukovne udruge poklonile povjerenje i predložile ih na popis glasača.
Simbol nagrade u obliku je staklene statuete visoke oko 30 cm koju je kreirao Ivica Propadalo. Autor glazbenog identiteta ja Alfi Kabiljo.
Prva i druga svečanost dodjele "Porina" održana je 1994. i 1995. u Kristalnoj dvorani hotela "Kvarner" u Opatiji. Nakon toga slijedi dodjela u Zagrebu 1996. te 1997. ponovno u Opatiji, 1998. u Rovinju, 1999., 2000. i 2001. u Makarskoj, 2002. u Dubrovniku, 2003. u Opatiji, 2004. u Rijeci, 2005. i 2006. u Osijeku, ponovno u Makarskoj 2007., u Zagrebu 2008. i u Biogradu na Moru 2009., 2010. i 2011.  u Rijeci 2012. i 2013. godine te u Zagrebu 2014. 2015. godine prvi put je svečana dodjela održana u Splitu.
Do sada su najviše Porina dobili: Gibonni (40 Porina), Nikša Bratoš (32 Porina) i Oliver Dragojević (30 Porina). Ostali višestruki dobitnici Porina su: Matija Dedić (25 Porina), TBF (19 Porina), Arsen Dedić (15 Porina), Massimo (15 Porina), Josipa Lisac (13 Porina), Dino Dvornik (12 Porina), Damir Urban (12 Porina), Neno Belan (12 Porina), Majke (12 Porina), Parni valjak (12 Porina), Hladno pivo (12 Porina), Tony Cetinski (11 Porina), Psihomodo pop (11 Porina)...
U kategoriji Pjesme godine najviše Porina osvojio je Gibonni - 4 nagrade, a u kategoriji Albuma godine prvo mjesto sa 5 nagrada djele Gibonni i Oliver Dragojević. U kategoriji Najbolja muška vokalna izvedba sa 9 nagrada prednjače Massimo i Oliver Dragojević, dok u kategoriji Najbolja ženska vokalna izvedba najviše nagrada Porin ima Josipa Lisac, njih čak 8. Parni valjak ima 6 nagrada u kategoriji Najbolja izvedba grupe s vokalom.

## Djelomičan popis pobjednika

### Porin za pjesmu godine
- 1994. Cesarica, Oliver Dragojević
- 1995. Sve još miriše na nju, Parni valjak
- 1996. 23. prosinac, Tony Cetinski
- 1997. Ako me nosiš na duši, Gibonni
- 1998. Apokalipso, Darko Rundek
- 1999. Jugo, Marijan Ban i Giuliano
- 2000. Činim pravu stvar, Gibonni
- 2001. Ruzinavi brod, Marijan Ban
- 2002. Oprosti, Gibonni
- 2003. Sve bi da za nju, Oliver Dragojević
- 2004. Čarobno jutro, Nina Badrić
- 2005. Nostalgična, The Beat Fleet
- 2006. Treblebass, Svadbas
- 2007. Anđeo u tebi, Gibonni
- 2008. Igra bez granica, Toše Proeski
- 2009. Zar više nema nas, Massimo i Neno Belan
- 2010. Iznad oblaka, Nola
- 2011. Dogodila se ljubav, TBF feat. Lea Dekleva
- 2012. Teške boje, Goran Bare i Majke
- 2013. Ulicama grada (Pjesma sreće), Neno Belan & Fiumens
- 2014. Suze nam stale na put, Massimo
- 2015. Tango, Vatra
- 2016. Goli i bosi, Elemental
- 2017. Zaljubila sam se, Detour
- 2018. Bezimeni, Mia Dimšić
- 2019. Ako te pitaju, Petar Grašo
- 2020. Iskra,  Urban & 4
- 2021. Mali krug velikih ljudi, Massimo
- 2022. Sama,  Urban & 4
- 2023. Trebaš li me,  Eni Jurišić & Matija Cvek
- 2024. Mama ŠČ!,  Let 3
- 2025. Rim Tim Tagi Dim, Baby Lasagna

### Porin za album godine
- 1994. Lupi petama,...., Prljavo kazalište
- 1995. Buđenje, Parni valjak
- 1996. Bez struje: Live in ZeKaeM, Parni valjak
- 1997. Oliver u Lisinskom, Oliver Dragojević
- 1998. Fred Astaire, Pips, Chips & Videoclips
- 1999. Žena dijete, Urban
- 2000. Judi, zviri i beštimje, Gibonni
- 2001. Dvi, tri riči, Oliver Dragojević
- 2002. Mirakul, Gibonni
- 2003. Pjesma je moj život, Gabi Novak
- 2004. Ljubav, Nina Badrić
- 2005. Na zlu putu, Arsen Dedić
- 2006. Vridilo je, Oliver Dragojević
- 2007. Unca fibre, Gibonni
- 2008. Galerija Tutnplok, TBF
- 2009. Pandorina kutija, Dino Dvornik
- 2010. Tvornica snova, Neno Belan & Fiumens
- 2011. Toleranca, Gibonni
- 2012. Pistaccio Metallic, TBF
- 2013. 2, Mayales
- 2014. Tišina mora, Oliver Dragojević
- 2015. Ćiribu ćiriba, Psihomodo pop
- 2016. Matija svira Arsena, Matija Dedić
- 2017. Familija, Gibonni & Oliver Dragojević
- 2018. Život nije siv, Mia Dimšić
- 2019. Vojko V, Vojko Vrućina
- 2020. Dangerous Waters, J. R. August
- 2021. Ennui, Pavel
- 2022. Lipanj, srpanj, kolovoz,  Urban & 4
- 2023. Dovoljno je reći... Aki,  Parni valjak i Prijatelji
- 2024. Dvojko, Vojko Vrućina
- 2025. Vjerujem u čuda, Psihomodo pop

### Porin za najbolju mušku vokalnu izvedbu
- 1994. Oliver Dragojević za izvedbu Cesarica
- 1995. Oliver Dragojević za izvedbe na albumu Neka nova svitanja
- 1996. Tony Cetinski za izvedbu 23. prosinac
- 1997. Oliver Dragojević za izvedbe na albumu Oliver u Lisinskom
- 1998. Oliver Dragojević za izvedbe na albumu Duša mi je more
- 1999. Tony Cetinski za izvedbe na albumu A1
- 2000. Goran Karan za izvedbe na albumu Kao da te ne volim
- 2001. Oliver Dragojević za izvedbe na albumu Dvi, tri riči
- 2002. Oliver Dragojević za izvedbe na albumu Oliver u Areni
- 2003. Oliver Dragojević za izvedbe na albumu Trag u beskraju
- 2004. Massimo za izvedbu Znam zašto te osjećam
- 2005. Massimo za izvedbu skladbe Bacila je sve niz rijeku
- 2006. Massimo za izvedbu skladbe Ne plači (live)
- 2007. Massimo za izvedbu skladbe Da mogu
- 2008. Jacques Houdek za izvedbu skladbe Zauvijek tvoj
- 2009. Tony Cetinski za izvedbu skladbe Ako to se zove ljubav
- 2010. Marko Tolja za izvedbu skladbe Sama si i ti
- 2011. Massimo za izvedbu skladbe Ljubav kao miris
- 2012. Massimo za izvedbu skladbe Iz jednog pogleda
- 2013. Massimo za izvedbu skladbe Canzone Per Te
- 2014. Massimo za izvedbu skladbe Suze nam stale na put
- 2015. Massimo za izvedbu skladbe Ispod nekog drugog neba
- 2016. Massimo za izvedbu skladbe 1 dan ljubavi
- 2017. Oliver Dragojević za izvedbu skladbe Gdje to piše?
- 2018. Oliver Dragojević (u suradnji s Elvisom Stanićem) za izvedbu skladbe Rusulica
- 2019. Petar Grašo za izvedbu skladbe Ako te pitaju
- 2020. Marko Tolja za izvedbu skladbe Još jedan dan
- 2021. Damir Urban za izvedbu skladbe Nitko osim nas
- 2022. Matija Cvek za izvedbu skladbe Ptice
- 2023. Massimo za izvedbu skladbe Zamisli
- 2024. Filip Rudan za izvedbu skladbe The Outside
- 2025. Baby Lasagna za izvedbu skladbe Rim Tim Tagi Dim

### Porin za najbolju žensku vokalnu izvedbu
- 1994. Radojka Šverko za izvedbu Žena
- 1995. Josipa Lisac za izvedbu Po prvi put
- 1996. Josipa Lisac za izvedbe na albumu Koncert u čast Karla Metikoša
- 1997. Maja Blagdan za izvedbu Sveta ljubav
- 1998. Nina Badrić za izvedbe na albumu Personality
- 1999. Vanna za izvedbe na albumu Ispod istog neba
- 2000. Vanna za izvedbu Daj mi jedan dobar razlog
- 2001. Nina Badrić za izvedbe na albumu Nina
- 2002. Zdenka Kovačiček za izvedbe na albumu Ja živim svoj san
- 2003. Gabi Novak za izvedbe na albumu Pjesma je moj život
- 2004. Nina Badrić za izvedbu Čarobno jutro
- 2005. Meri Trošelj za izvedbu skladbe Speak to Me
- 2006. Tamara Obrovac za izvedbu skladbe Daleko je... (Tarantella)
- 2007. Tina Vukov za izvedbu skladbe Il Treno per Genova
- 2008. Tamara Obrovac za izvedbu skladbe U prolazu
- 2009. Josipa Lisac za izvedbu skladbe 1000 razloga.
- 2010. Josipa Lisac za izvedbu skladbe Živim po svome
- 2011. Ivana Kindl za izvedbu skladbe Utjeha
- 2012. Tamara Obrovac za izvedbu skladbe Titanic / Tango i ča ča ča
- 2013. Radojka Šverko za izvedbu skladbe You Are So Beautiful
- 2014. Radojka Šverko za izvedbu skladbe Dodirni mi srce
- 2015. Sara Renar za izvedbu skladbe Jesen
- 2016. Josipa Lisac za izvedbu skladbe Tu
- 2017. Josipa Lisac za izvedbu skladbe Moja magija
- 2018. Josipa Lisac (u suradnji s bendom Chui) za izvedbu skladbe Tebi putujem
- 2019. Josipa Lisac za izvedbu skladbe Dok razmišljam o nama
- 2020. Amira Medunjanin za izvedbu skladbe Što te nema
- 2021. Vanna za izvedbu skladbe Puna memorija
- 2022. Bad Daughter za izvedbu skladbe Favourite Game
- 2023. Ivana Kindl za izvedbu skladbe Netko ko me čuva
- 2024. Natali Dizdar za izvedbu skladbe Krug
- 2025. Natali Dizdar za izvedbu skladbe Dobro je sve

### Porin za najbolju izvedbu grupe s vokalom
- 1994. E.T. za izvedbu Tek je 12 sati
- 1995. Parni valjak za izvedbu Sve još miriše na nju
- 1996. Parni valjak za izvedbe na albumu Bez struje: Live in ZeKaeM
- 1997. Divas za izvedbu Sexy Cool
- 1998. Parni valjak za izvedbe na albumu Samo snovi teku uzvodno
- 1999. Cubismo za izvedbe na albumu Viva la Habana, Suenos
- 2000. Divas za izvedbe na albumu Divas
- 2001. Cubismo za izvedbe na albumu Motivo Cubano
- 2002. Parni valjak za izvedbe na albumu Kao nekad: Live at SC
- 2003. Cubismo za izvedbu Junglesalsa
- 2004. Hladno pivo za izvedbu Zimmer Frei
- 2005. The Beat Fleet za Nostalgičnu
- 2006. Parni valjak za izvedbu skladbe Prazno tijelo
- 2007. E.N.I. za izvedbu skladbe Oči su ti ocean
- 2008. TBF za izvedbu skladbe Smak svita
- 2009. Majke za izvedbu skladbe A ti još plačeš
- 2010. Neno Belan & Fiumens za izvedbu skladbe Ivona
- 2011. TBF za izvedbu skladbe Fantastična
- 2012. Goran Bare i Majke za izvedbu skladbe Teške boje
- 2013. Urban & 4 za izvedbu skladbe Kundera (Atom)
- 2014. Psihomodo pop za izvedbu skladbe Donna
- 2015. Vatra za izvedbu skladbe Tango
- 2016. Elemental za izvedbu skladbe Goli i bosi
- 2017. Detour za izvedbu skladbe Zaljubila sam se
- 2018. Parni valjak za izvedbu skladbe Vrijeme
- 2019. Detour za izvedbu skladbe Bez tebe
- 2020. Urban & 4  za izvedbu skladbe Iskra
- 2021. Goran Bare & Majke  za izvedbu skladbe Rođen za suze
- 2022. Urban & 4  za izvedbu skladbe Sama
- 2023. Parni valjak  za izvedbu skladbe Ponovo
- 2024. Goran Bare i Majke za izvedbu skladbe Budi ponosan - live
- 2025. Goran Bare i Majke za izvedbu skladbe Noćas prelazim rijeku

### Porin za hit godine
Porin za hit godine prestao se dodjeljivati 2003., a ponovno se vratio 2010.
- 1994. Cesarica, Oliver Dragojević
- 1995. Da ti nisam bila dovoljna, E.T.
- 1996. Afrika, Dino Dvornik
- 1997. Sexy Cool, Divas
- 1998. Apokalipso, Darko Rundek
- 1999. Jugo, Marijan Ban i Giuliano
- 2000. Činim pravu stvar, Gibonni
- 2001. Godinama, Dino Merlin i Ivana Banfić
- 2002. Tamo gdje je sve po mom, Jinx
- 2003. Trag u beskraju, Oliver Dragojević
- 2010. Kad žena zavoli, Tony Cetinski
- 2011. Bižuterija, Jelena Rozga
- 2012. Teške boje, Goran Bare i Majke
- 2013. Tvoje ime čuvam, Opća opasnost
- 2014. Samo je ljubav tajna dvaju svjetova, Thompson

### Porin za najbolji video spot
- 1994. Denis Wolhfart za režiju spota Tek je 12 sati, E.T.
- 1995. Denis Wolhfart za režiju spota Ne traži ljubav, E.T.
- 1996. Radislav Jovanov Gonzo za režiju spota Starfucker, Psihomodo pop
- 1997. Mene ne zanima, Majke
- 1998. Apokalipso, Darko Rundek
- 1999. Black Tattoo, Urban i 4
- 2000. Goran Kulenović za režiju spota Politika, Hladno pivo
- 2001. Radislav Jovanov Gonzo za režiju spota Ay Mi Cuba, Cubismo
- 2002. Zoran Pezo za režiju spota Oprosti, Gibonni
- 2003. Maurizio Ferlin za režiju spota Libar, Gibonni
- 2004. Goran Kulenović za režiju spota Zimmer Frei, Hladno pivo
- 2005. Andrej Korovljev za režiju spota Pržiiii, Edo Maajka
- 2006. Radislav Jovanov Gonzo za režiju spota Ero s onoga svijeta, Let3
- 2007. Radislav Jovanov Gonzo za režiju spota Dijete u vremenu, Let3
- 2008. Radislav Jovanov Gonzo za režiju spota Smak Svita, T.B.F.
- 2009. Darko Drinovac za režiju spota Hipnotiziran, Dino Dvornik
- 2010. Gitak TV za režiju spota Data, T.B.F.
- 2011. Zdenko Bašić i Manuel Šumberac za režiju spota Žeđam, Gibonni
- 2012. Žare Batinović za režiju spota Teške Boje, Goran Bare i Majke
- 2013. Dragan Đokić, Rino Barbir za režiju spota Grad spava, T.B.F.
- 2014. Radislav Jovanov Gonzo za režiju spota Donna, Psihomodo pop
- 2015. Radislav Jovanov Gonzo za režiju spota Bejbi, Psihomodo pop
- 2016. Radislav Jovanov Gonzo za režiju spota Ima ih, Rundek Cargo Trio
- 2017. Boris Sekulić za režiju spota Život nije siv, Mia Dimšić
- 2018. Darko Drinovac za režiju spota Game of Thrones, 2Cellos
- 2019. Rino Barbir za režiju spota Ne može, Vojko Vrućina
- 2020. Radislav Jovanov Gonzo za režiju spota Digitialno nebo, Psihomodo pop
- 2021. Filip Gržinčić za režiju spota Dangerous waters, J. R. August
- 2022. Filip Filković za režiju spota Lažu fotografije, Gibonni
- 2023. Benjamin Strike za režiju spota Trebaš li me, Eni Jurišić i Matija Cvek
- 2024. Rino Barbir za režiju spota Mamacita, Vojko Vrućina
- 2025. Elizabeta Ružić za režiju spota Rim Tim Tagi Dim, Baby Lasagna

### Porin za najbolji album alternativne rock glazbe
Porin u ovoj kategoriji nije dodijeljen 2002., 2005. – 2007. i 2009. Od 2012. kategorija je preimenovana u "Najbolji album alternativne glazbe".
- 1994. Džinovski, Hladno pivo
- 1995. Pustinje, Laufer
- 1996. Dernjava, Pips, Chips & Videoclips
- 1997. Kradljivci srca, Vještice
- 1998. Život uživo, Majke
- 1999. Žena dijete, Urban
- 2000. Pobjeda, Hladno pivo
- 2001. Jedina, Let 3
- 2003. Amen, El Bahattee
- 2004. Kawasaki 3P, Kawasaki 3P
- 2008. Noge/ruke/glave, Gatuzo
- 2010. Idu Bugari, Kawasaki 3P
- 2011. Plavi avion, Rundek cargo trio

### Porin za najbolji album alternativne glazbe
Porin se u ovoj kategoriji dodjeljuje od 2012.
- 2012. Urban & Hauser, Urban & Hauser
- 2013. 2, Mayales
- 2014. VT, Vatra
- 2015. Mamut, Urban & 4
- 2016. Mostovi, Rundek Cargo Trio
- 2021. Brisani prostor, Rundek & ekipa
- 2022. Portopop, Porto Morto
- 2023. Still Waters, J. R. August
- 2024. ŠČ!, Let 3
- 2025. Republikaj, Ogenj

### Porin za najbolji rock album
Porin se u ovoj kategoriji dodjeljuje od 1998. 2003. i 2004. kategorija je privremeno preimenovana u "Najbolji pop rock i rock album".
- 1998. S vremena na vrijeme, Prljavo kazalište
- 1999. Dani ponosa i slave, Prljavo kazalište
- 2000. Bog, Pips, Chips & Videoclips
- 2001. Debakl, Psihomodo pop
- 2002. Izgubljen i nađen, Bare i plaćenici
- 2003. Ararita, Lvky
- 2004. Šamar, Hladno pivo
- 2005. Maxon Universal, The Beat Fleet
- 2006. Bombardiranje Srbije i Čačka, Let3
- 2007. F.F., Gustafi
- 2008. Knjiga žalbe, Hladno pivo
- 2009. Unplugged, Majke
- 2010. Tvornica snova, Neno Belan & Fiumens
- 2011. As the Dark Wave Swells, The Bambi Molesters
- 2012. Teške boje, Goran Bare i Majke
- 2013. Kundera, Urban & 4
- 2014. Walt, Pips, Chips & Videoclips
- 2015. Ćiribu Ćiriba, Psihomodo pop
- 2016. Dani zatvorenih vrata, Hladno pivo
- 2017. Angela Merkel sere, Let3
- 2018. Simbol za sunce, Mayales
- 2019. Nuspojave, Goran Bare i Majke
- 2020. Digitalno nebo, Psihomodo pop
- 2021. Na putu, Vinko Ćemeraš & Talvi Tuuli
- 2022. Lipanj, srpanj, kolovoz, Urban & 4
- 2023. Kao sad, Daleka obala
- 2024. Follow The Blind Man, Dino Jelusić
- 2025. Vjerujem u čuda, Psihomodo pop

### Porin za najbolji album pop glazbe
Porin za najbolji album pop glazbe dodjeljuje se od 1998. Od 2003. – 2006. kategorije najboljeg pop albuma i najboljeg albuma zabavne glazbe spojene su u jednu kategoriju naziva "Najbolji album pop i zabavne glazbe". 2007. dodjeljuje se samo nagrada za Najbolji pop album, te se od 2008. ponovo počinju dodjeljivati odvojene nagrade za "Najbolji pop album" i "Najbolji album zabavne glazbe".
- 1998. Personality, Nina Badrić
- 1999. A1, Tony Cetinski
- 2000. Judi, zviri i beštimje, Gibonni
- 2001. Motivo Cubano, Cubismo
- 2002. Mirakul (Gibonni), Gibonni
- 2007. Unca fibre, Gibonni
- 2008. Rijeka snova, Neno Belan & Fiumens
- 2009. Pandorina kutija, Dino Dvornik
- 2010. Živim po svome, Josipa Lisac
- 2011. Diksilend, Jinx
- 2012. Dodirni me slučajno, Massimo
- 2013. Opet si pobijedila, Tony Cetinski
- 2014. Tišina mora, Oliver Dragojević
- 2015. A što ak' ja, Detour
- 2016. 1 dan ljubavi, Massimo
- 2017. Familija, Gibonni & Oliver Dragojević
- 2018. Život nije siv, Mia Dimšić
- 2019. TourDetour, Detour
- 2020. Izmiješane boje, Vanna
- 2021. Ennui, Pavel
- 2022. Izbirljivo i slučajno, Matija Cvek
- 2023. Za vašu posljepodnevnu razonodu, Darko Rundek & Jazz orkestar HRT-a
- 2024. Vile se ovdje igraju, Matija Cvek i The Funkensteinsa
- 2025. Društvena pravila, Mia Dimšić

### Porin za najbolji album zabavne glazbe
Porin za najbolji album zabavne glazbe dodjeljuje se od 1998. Od 2003. – 2006. kategorije najboljeg pop albuma i najboljeg albuma zabavne glazbe spojene su u jednu kategoriju naziva "Najbolji album pop i zabavne glazbe". 2007. dodjeljuje se samo nagrada za Najbolji pop album, te se od 2008. ponovo počinju dodjeljivati odvojene nagrade za "Najbolji pop album" i "Najbolji album zabavne glazbe".
- 1998. Ministarstvo straha, Arsen Dedić
- 1999. Nitko nema dva života, Dražen Zečić
- 2000. Kao da te ne volim, Goran Karan
- 2001. Live in Lisinski, Tedi Spalato
- 2002. Malo mora na mom dlanu, Meri Cetinić
- 2008. Samo jednom se ljubi - tribute to Ivo Robić, Razni izvođači
- 2009. Rebus, Arsen Dedić
- 2010. Kadenca, Tedi Spalato
- 2011. Ponekad dolazim, ponekad odlazim, Rade Šerbedžija i Miroslav Tadić
- 2012. Zar više nema nas, Klapa Cambi-Split
- 2013. Od zipke do križa, Klapa Cambi-Kaštel Kambelovac
- 2014. Morska svitanja, Vinko Coce
- 2015. Vrijeme je, draga, vrijeme je, Rade Šerbedžija & Zapadni kolodvor Band
- 2016. Harlekino, Ibrica Jusić
- 2017. Oči duše, Tereza Kesovija
- 2018. Ono nešto naše, Željko Bebek
- 2019. Glas juga, Goran Karan
- 2020. Ćiribu ćiriba, Domenica
- 2021. 91+, Stjepan Jimmy Stanić & Orkestar Josipa Cvitanovića
- 2022. Idem jugu svom, Hari Rončević
- 2023. Ime mi je nevažno, Tedi Spalato
- 2024. Zapleši twist, Swingers
- 2025. Lipo mi je tu, Rišpet

### Porin za najbolji album pop i zabavne glazbe
Nagrade u zajedničkoj kategoriji "Porin za najbolji album pop i zabavne glazbe" dodijeljene su u razdoblju 2003. – 2006.
- 2003. Pjesma je moj život, Gabi Novak
- 2004. Ljubav, Nina Badrić
- 2005. Na zlu putu, Arsen Dedić
- 2006. Budi uz mene, Tony Cetinski

### Porin za najbolji album urbane klupske glazbe
Porin za najbolji album urbane klupske glazbe dodjeljuje se pod tim nazivom od 2002. godine, a 2001. je dodijeljen kao Porin za najbolji hip-hop album.
- 2001. Lovci na šubare, Bolesna braća
- 2002. Svaki pas ima svoj dan, El Bahattee
- 2003. Junglesalsa, Cubismo
- 2004. The Bastardz Go Jazzy Live, The Bastardz
- 2005. No sikiriki, Edo Maajka
- 2006. Leut Magnetik, Leut Magnetik
- 2007. Androida Remixed, Putokazi
- 2008. Autobus Calypso, Cubismo
- 2009. Pod pritiskom, Elemental
- 2010. Neću više jazz kantati, Tamara Obrovac & Transhistria electric
- 2011. Vertigo, Elemental
- 2012. Pistaccio Metallic, TBF
- 2013. Čujem ja netko šuti, Postolar Tripper
- 2014. U redu je, Elemental
- 2016. Danas sutra, TBF
- 2017. Tijelo, Elemental
- 2018. Gravity, Kozmodrum
- 2019. Vojko, Vojko Vrućina
- 2020. Povratak prvoj ljubavi/Return To The First Love, Tihomir Pop Asanović & Prijatelji

### Porin za najbolji hip hop album
- 2021. Škrinja, Alejuandro Buendija
- 2022. Krankšvester, Krankšvester
- 2023. Moćno, Edo Maajka
- 2024. Dvojko, Vojko Vrućina

### Porin za novog izvođača godine
- 1994. Maja Blagdan
- 1995. Alen Vitasović
- 1996. The Bastardz
- 1997. Divas
- 1998. Songkillers
- 1999. Kultura
- 2000. Teens
- 2001. Flare
- 2002. Dalmatino
- 2003. Edo Maajka
- 2004. Jacques Houdek
- 2005. Natali Dizdar
- 2006. Gego i Picigin band
- 2007. Tina Vukov
- 2008. Marko Tolja
- 2009. Tomislav Goluban & Little pigeon's forhill blues
- 2010. Valungari
- 2011. Kinoklub
- 2012. Radio Luksemburg
- 2013. Mario Huljev
- 2014. Silente
- 2015. Bang Bang
- 2016. Nina Kraljić
- 2017. Antonela Doko
- 2018. Fluentes
- 2019. Ogenj
- 2020. J. R. August
- 2021. Albina
- 2022. Filip Rudan
- 2023. Marko Bošnjak
- 2024. IDEM
- 2025. Baby Lasagna

### Porin za popularnu duhovnu glazbu
- 1999. - Željka Marinović[1]
- 2017. - Čedo Antolić i zbor Hrid[2]
- 2021. -  Bruno Krajcar  za album Sve će biti dobro

### Dobitnici Porina za životno djelo
- 1994. – Anton Marti, Zagrebački solisti[3]
- 1995. – Kvartet 4M, Miljenko Prohaska
- 1996. – Đorđe Novković
- 1997. – Ivo Pogorelić, Ivo Robić
- 1998. – Milko Kelemen, Zdenko Runjić
- 1999. – Arsen Dedić, Dunja Vejzović
- 2000. – Pero Gotovac, Vice Vukov, Zagrebački kvartet
- 2001. – Nikica Kalogjera, Vladimir Krpan
- 2002. – Anđelko Klobučar, Ansambl narodnih plesova i pjesama Hrvatske LADO, Siniša Škarica
- 2003. – Boško Petrović, Ruža Pospiš-Baldani, Dražen Vrdoljak
- 2004. – Emil Cossetto, Alfi Kabiljo, Nenad Turkalj
- 2005. – Milan Horvat, Branko Mihaljević, Drago Mlinarec, Božo Potočnik
- 2006. – Drago Britvić, Tomislav Neralić, Gabi Novak, Ljubo Stipišić-Delmata
- 2007. – Đelo Jusić, Dubravko Detoni, Croatia Records
- 2008. – Nikša Bareza, Zvonko Špišić
- 2009. – Ljubo Kuntarić, Tereza Kesovija, Miroslav Miletić, Dino Dvornik
- 2010. – Pavle Dešpalj, Mato Došen, Darko Glavan, Stipica Kalogjera, Vojno Kundić, Julije Njikoš, Vjekoslav Šutej
- 2011. – Josip Klima, Drago Diklić
- 2012. – Stjepan Mihaljinec, Mate Mišo Kovač
- 2013. – Anđela Potočnik (posmrtno), Dražen Boić (posmrtno),[4] Vladimir Kranjčević i Stanko Selak,[5] Rajko Dujmić, Stjepan Jimmy Stanić i Veljko Despot[6]
- 2014. – Dubravko Majnarić, Radojka Šverko, Valter Dešpalj, Željko Brkanović, Miroslav Križić (posmrtno), Vinko Coce (posmrtno), Krešimir Oblak (posmrtno)[7]
- 2015. – Nikša Gligo i Frano Parać[8]
- 2016. – Hrvoje Hegedušić, Davorin Kempf
- 2018. – Pavica Gvozdić, Oliver Dragojević i Jakša Fiamengo[9]
- 2019. - Ibrica Jusić, Silvije Glojnarić i Paolo Sfeci[10]
- 2020. – Josipa Lisac, Tomislav Uhlik
- 2021. – Krunoslav Slabinac (posmrtno),[11] Zdenka Kovačiček i Silvio Foretić[12]
- 2022. - Jura Stublić, Vera Svoboda, Aki Rahimovski (posthumno)
- 2023. - Dušan Šarac, Marijan Ban, Massimo (posthumno)
- 2024. - Erika Krpan, Husein Hasanefendić & Parni valjak[13]

## Vanjske poveznice
- Službene mrežne stranice nagrade Porin